# Kobresia fissiglumis
Kobresia fissiglumis är en halvgräsart som beskrevs av Charles Baron Clarke. Kobresia fissiglumis ingår i släktet sävstarrar, och familjen halvgräs. Inga underarter finns listade i Catalogue of Life.